# Lamotrek Municipality
Lamotrek Municipality är en kommun i Mikronesiska federationen.   Den ligger i delstaten Yap, i den västra delen av landet, 1 300 km väster om huvudstaden Palikir. Antalet invånare är 339.
Följande samhällen finns i Lamotrek Municipality:
- Lamotrek Village